# RPSN
RPSN (roční procentní sazba nákladů) je číslo, které má umožnit spotřebiteli lépe vyhodnotit výhodnost nebo nevýhodnost poskytovaného úvěru a porovnat různé nabídky. RPSN udává procentuální podíl z dlužné částky, který musí spotřebitel zaplatit za období jednoho roku v souvislosti se splátkami, správou a dalšími výdaji spojenými s čerpáním úvěru.
Poskytovatel spotřebitelského úvěru je v Česku od 1. ledna 2002 ze zákona povinen uvádět u své nabídky i RPSN. Pokud poskytovatel tuto povinnost nesplní, je jím poskytnutý úvěr automaticky úročen repo sazbou ČNB (což je zpravidla pro zákazníka výrazně výhodnější). Obdobnou povinnost mají i poskytovatelé v ostatních zemích EU, vyplývá ze směrnice 98/7/ES.

## Účel RPSN
Při uzavírání půjčky je obvykle velmi obtížné porovnat nabídky jednotlivých poskytovatelů pouze podle roční úrokové míry úvěru. Často jsou vyžadovány různé dodatečné platby:
- poplatky za uzavření smlouvy (administrativní poplatky),
- poplatky za správu úvěru,
- poplatky za vedení účtu,
- poplatky za převody peněžních prostředků,
- první navýšená splátka (akontace),
- u leasingu odkupní cena předmětu,
- pojištění schopnosti splácet
- apod.

I úrokové míry bývají uváděny s různým základem (roční, měsíční, týdenní). RPSN, které zahrnuje všechny platby a je zásadně na roční bázi, tak usnadňuje orientaci při porovnání různých nabídek.

## Výpočet RPSN
RPSN vyjadřuje úrokovou míru, pro kterou se rovná čistá současná hodnota získaných půjček čisté současné hodnotě výdajů (splátek, poplatků apod.), jedná se tedy o takové r, pro které platí následující rovnice:
{\displaystyle \sum _{i=1}^{m}{\frac {A_{i}}{(1+r)^{t_{i}}}}=\sum _{j=1}^{n}{\frac {B_{j}}{(1+r)^{s_{j}}}}},
kde
- m je počet poskytnutých půjček,
- Ai je výše i-té poskytnuté půjčky,
- ti je doba (v letech a zlomcích roku ode dne 1. půjčky), kdy byla i-tá půjčka poskytnuta,
- n je počet plateb,
- Bj je výše j-té platby (splátky, poplatku atd.),
- sj doba (v letech a zlomcích roku ode dne 1. půjčky), kdy byla j-tá platba zaplacena.

Z této rovnice se r zpravidla počítá numericky (např. metodou tečen), neboť analytické řešení je obvykle příliš složité.

### Příklad 1
Triviálním příkladem je jednoduchá půjčka na jeden rok bez průběžných splátek, jakýchkoli poplatků atd. Pokud tedy banka poskytne 1. ledna 2016 půjčku 100 000 Kč, na kterou musí 1. ledna 2017 dlužník vrátit 110 000 Kč, RPSN se spočítá tak, aby platilo:
{\displaystyle 100~000={\frac {110~000}{(1+r)}}},
takže
{\displaystyle r={\frac {110~000}{100~000}}-1=0{,}1=10~\%}.
V tomto případě je tedy RPSN shodné s ročním úrokem a také s „navýšením“, tzn. s poměrem, o kolik více dlužník celkem zaplatí.

### Příklad 2
Ale již při drobné úpravě zadání, kdy se místo jednorázového splacení použijí dvě stejně velké splátky (55 000, aby zůstala zachována celkem splacená částka) po půl roce, je situace jiná. Zde pro RPSN platí:
{\displaystyle 100~000={\frac {55~000}{(1+r)^{0{,}5}}}+{\frac {55~000}{(1+r)}}}.
Z toho lze vypočítat, že
{\displaystyle r\approx 13{,}6~\%}.
RPSN je tedy v tomto případě vyšší než „navýšení“ (to je stále 10 %), neboť dokáže zachytit i časový průběh půjčky – tu skutečnost, že za stejné celkové náklady je teď poskytnuta horší služba: 100 000 je půjčeno jen na půl roku, na dalšího půl roku už je půjčena jen zbývající polovina.

### Příklad 3
Když předchozí příklad změníme tak, že půjčku 100 000 Kč splatíme dvěma ročními splátkami po 55 000 Kč, dostaneme pro výpočet RPSN rovnici ve tvaru
{\displaystyle 100~000={\frac {55~000}{(1+r)}}+{\frac {55~000}{(1+r)^{2}}}}
Dostaneme kvadratickou rovnici která má dvě řešení v oboru reálných čísel:
{\displaystyle r_{1}\approx 6{,}6~\%}
{\displaystyle r_{2}\approx -151{,}6~\%}
V podobných případech se používá první (kladné) řešení, tedy 6,6 %. Rovnice pro výpočet RPSN totiž obvykle vede na úlohy hledání kořene polynomu stupně {\displaystyle n}, které má {\displaystyle n} řešení. Někdy jsou řešení v komplexním oboru (např. v Příkladu 2), jindy jsou řešení záporná (Příklad 3), takže není obtížné vybrat řešení, které odpovídá realitě. Modely splácení, při kterých je obtížné vybrat správné řešení jsou poměrně vzácné.